# Stela Salmanasara III
Stela Salmanasara III – kamienna stela odkryta w 1861 roku w Kurkh (starożytne Tuszhan?), ok. 20 km na południowy wschód od Diyarbakır przez J.E. Taylora, brytyjskiego konsula w Imperium Osmańskim. Na steli, wykonanej na rozkaz asyryjskiego króla Salmanasara III (858-825 p.n.e.), znajduje się przedstawienie reliefowe z wizerunkiem tego władcy oraz inskrypcją klinową opisująca wyprawy wojenne z pierwszych lat jego panowania, w tym przebieg bitwy pod Karkar (853 r. p.n.e.). Obecnie stela znajduje się w zbiorach British Museum (BM 118884).
Stela Salmanasara III jest jedną z dwóch znanych asyryjskich stel pochodzących z Kurkh. Drugą stelą, również odnalezioną w 1861 roku przez J.E. Taylora, jest stela Aszurnasirpala II, ojca Salmanasara III. W literaturze fachowej oba zabytki występują często pod nazwą „Monolitów z Kurkh” (ang. Kurkh Monoliths).
| Stela Salmanasara III z Kurkh | Stela Salmanasara III z Kurkh | Stela Salmanasara III z Kurkh |
| --- | ----------------------------- | ----------------------------- |
| |                               |                               |
| Z lewej strony – stela Salmanasara III z Kurkh. W centrum – górna część steli w powiększeniu. Z prawej strony – pierwsza opublikowana autografia tekstu inskrypcji ze steli Salmanasara III z Kurkh wykonana przez G. Smitha. |                               |                               |

## Opis
Wykonana z wapienia stela ma wysokość 221 cm, szerokość 87 cm i grubość 23 cm. Jej powierzchnia jest w wielu miejscach uszkodzona i częściowo zatarta. Niemal całą przednią stronę zabytku pokrywa przedstawienie reliefowe ukazujące stojącego Salmanasara III. Król, odziany w sięgającą stóp, bogato zdobioną szatę, zwrócony jest w stronę czterech symboli reprezentujących najważniejsze bóstwa Asyrii. Jego prawa ręka wzniesiona jest w dość charakterystycznym, najprawdopodobniej rytualnym geście, znanym z wielu innych przedstawieniach władców asyryjskich (np. ze steli Aszurnasirpala II i steli Szamszi-Adada V). W drugiej, opuszczonej ręce, król trzyma ceremonialną maczugę. Jego włosy i broda są misternie splecione. Za nakrycie głowy służy mu rodzaj czapki podobnej do fezu. Na szyi król ma zawieszony naszyjnik z szeregiem amuletów w formie symboli bóstw. Cztery, dużo większe symbole boskie umieszczone zostały przed królem, na wysokości jego głowy. Są nimi: dysk słoneczny z promieniami (reprezentujący boga Aszura lub  Szamasza), sześcioramienna gwiazda (reprezentująca boginię Isztar), tiara wielorożna (reprezentująca boga nieba Anu) i księżyc (reprezentujący boga Sina). 
Większą część płaskorzeźby, a także podstawę i tył steli pokrywa inskrypcja klinowa. Opisane w niej zostały w kolejności chronologicznej wyprawy wojenne króla z pierwszych sześciu lat jego panowania: wyprawa w kierunku północnym przeciwko Nairi i Urartu (859 r. p.n.e.), w kierunku zachodnim przeciw Bit-Adini i Til Barsip (858 r. p.n.e.), w kierunku zachodnim w rejon górnego Eufratu (857 r. p.n.e.), na północ do „morza i kraju Nairi” (856 r. p.n.e.) i ponownie w rejon górnego Eufratu (855 r. p.n.e.). Relacja z kampanii 854 roku p.n.e. (do gór Kasziari) z nieznanych przyczyn została opuszczona i cały tekst kończy opis bitwy pod Karkar (853 r. p.n.e.). Inskrypcja wydaje się być nieukończona, gdyż brakuje w niej typowego dla asyryjskich inskrypcji królewskich zakończenia z modlitwami za pomyślność władcy i przekleństwami dla tych, którzy próbowaliby stelę zniszczyć. Ten brak zakończenia, a także liczne błędy w samym tekście wskazują, że stela wykonana została najprawdopodobniej w dużym pośpiechu. Ponieważ ostatnim opisanym na steli wydarzeniem jest bitwa pod Karkar, powstanie zabytku datowane jest na koniec roku 853 p.n.e. lub rok 852 p.n.e.